# Jeanne Fortanier-de Wit
Adriana (Jeanne) Fortanier-de Wit ('s-Gravenhage, 19 april 1907 - Velsen-Zuid, 23 december 1993) was een Nederlands liberaal politicus. Zij vertegenwoordigde achtereenvolgens de Liberale Staatspartij (LSP), de Partij van de Vrijheid (PvdV) en de Volkspartij voor Vrijheid en Democratie (VVD).
Fortanier-de Wit, die de kweekschoolopleiding voor onderwijzer volgde en als zodanig ook een aantal jaren werkzaam was, was lid van de gemeenteraad van Rotterdam van 1939 tot 1941, en wederom van 1945 tot 1946. In 1946 werd zij lid van de Tweede Kamer voor de PvdV, welk lidmaatschap zij vanaf 1948 continueerde voor de VVD. In 1958 verliet zij de Tweede Kamer. Van 1966 tot 1969 was zij lid van de Provinciale Staten van Noord-Holland
In 1949 en 1950 was ze VN vrouwenvertegenwoordiger en ging ze naar de Algemene Vergadering van de Verenigde Naties om daar een speech te geven.
Fortanier-de Wit werd zeer gewaardeerd door haar medeleden en de parlementaire pers. Ze was zeer kundig op het gebied van het openbaar onderwijs. Ze hield zich verder bezig met Koninkrijkszaken, de omroep en sociale vraagstukken. Zij was lid van diverse (Staats)commissies, waaronder de staatscommissie-Cals/Donner (dit laatste na haar Kamerlidmaatschap).

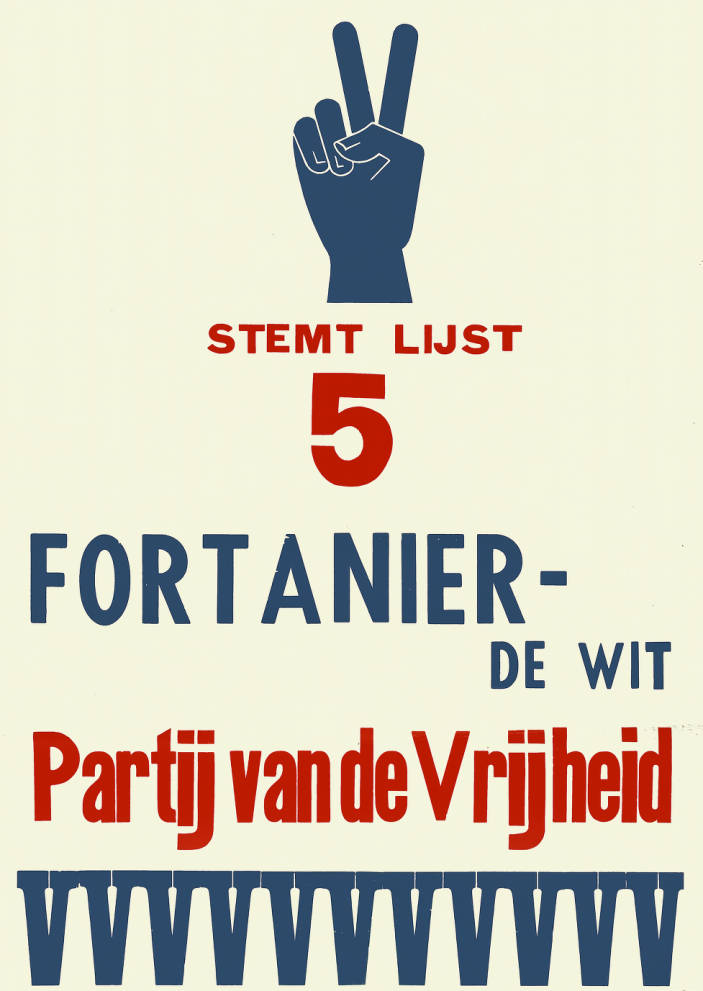
Affiche voor de Partij van de Vrijheid voor de Tweede Kamerverkiezingen in 1946

- Biografisch Portaal: 15752228
- Parlement.com: vg09ll0r7rz5